# Мастерсхаузен
Мастерсхаузен (нем. Mastershausen) — община в Германии, в земле Рейнланд-Пфальц. 
Входит в состав района Рейн-Хунсрюк. Подчиняется управлению Кастеллаун.  Население составляет 1038 человек (на 31 декабря 2010 года). Занимает площадь 11,83 км².

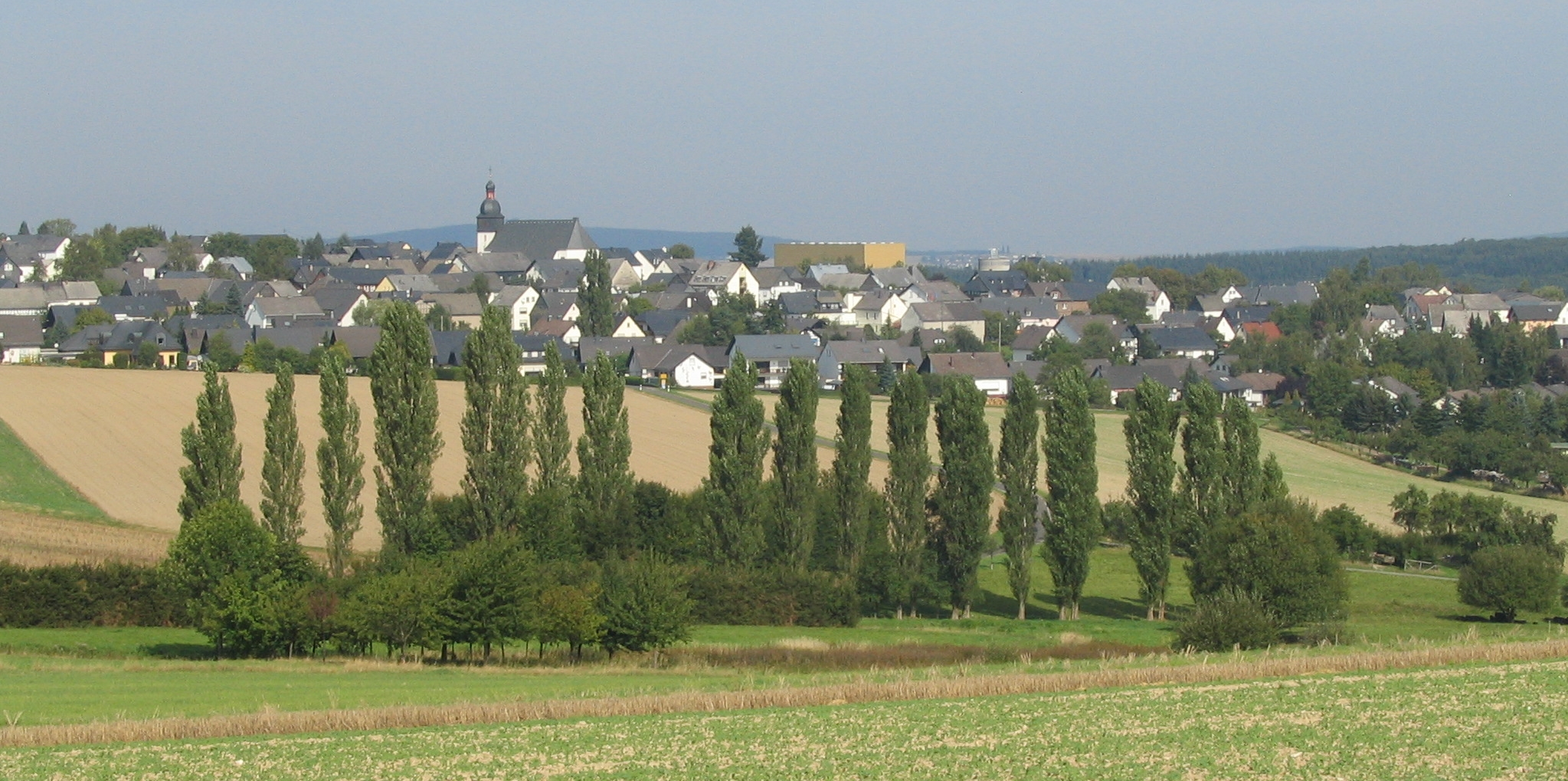
Мастерсхаузен